# Amischotolype monosperma
Amischotolype monosperma là một loài thực vật có hoa trong họ Commelinaceae. Loài này được (C.B.Clarke) I.M.Turner mô tả khoa học đầu tiên năm 1996.